# Howard Atwood Kelly
Howard Atwood Kelly (Camden, 20 febbraio 1858 – 12 gennaio 1943) è stato un ginecologo statunitense.

## Biografia
Laureato in medicina e specializzato in ginecologia, personalità di rilievo nell'ambiente medico, fu uno dei quattro illustri professori del Johns Hopkins Medical School. Grandissimo professionista ha sviluppato nuove tecniche nella chirurgia addominale, in particolare nella chirurgia ginecologica, ed è stato uno dei primi a riconoscere l'importanza della radioterapia per la cura del cancro.
Dopo aver conseguito la laurea presso l'università della Pennsylvania nel 1882, si recò in Europa per ampliare le sue conoscenze e per apprendere nuove tecniche avanzate riguardanti la ginecologia. 
Fondò il Kensington Hospital di Philadelphia nel 1888 e fu assistente della cattedra di ostetricia all'Università di Philadelphia.
Nel 1889 si trasferì a Baltimora per lavorare come ginecologo a capo del Johns Hopkins Hospital. A 31 anni fu uno dei quattro capisaldi dell'Hopkins University Medical School insieme ad William Henry Welch, William Stewart Halsted e William Osler. Per trent'anni fu professore della cattedra di ginecologia presso questa università, fondata per innalzare il livello delle scuole di medicina. Gli standard per l'ammissione erano molto elevati, ogni specializzazione faceva capo al reparto ospedaliero corrispondente. La filosofia del Johns Hopkins, alla quale Kelly si rifaceva, era quella di combinare perfettamente la conoscenza della professione medica studiata sui libri e quindi l'insegnamento dello studio clinico della patologia, legata all'apprendimento dei benefici del paziente. Kelly sviluppò nuovi metodi chirurgici e tecniche diagnostiche per contribuire a rendere Baltimora uno dei principali centri di ginecologia.
L'obiettivo di Kelly era quello di dare ad ogni studente, anno per anno, una formazione legata alla ginecologia generale perché tutti dovevano avere una competenza chirurgica molto vasta. Kelly si rifiutò di insegnare ginecologia eseguendo un intervento chirurgico, le classi erano di grandi dimensioni quindi non tutti avrebbero potuto vedere in maniera dettagliata l'operazione e l'esposizione rappresentava un rischio per la paziente. Autorizzò però gli studenti, ad osservare molti interventi in sala operatoria, anche se questi non erano autorizzati ad assistervi. Solo gli studenti già laureati in medicina e specializzati in ginecologia potevano assisterlo negli interventi chirurgici.
Continuando a lavorare presso la Johns Hopkins, Kelly fondò l'Howard A. Kelly Hospital di Baltimora nel 1892. Questo perché il Johns Hopkins aveva poche strutture per la cura dei pazienti privati. Kelly rilevò questo ospedale da un collega aggiungendo tre nuovi reparti pur rispettando la sua architettura.
Nel 1903 da parte di Pierre Curie e Marie Curie ci fu la scoperta della radio fu utilizzata dai medici per nuove cure. Kelly acquistò un piccolo tubo di radio nel 1904, per il suo ambulatorio privato, e iniziò ad utilizzarlo come cura per lesioni esterne. Sua zia era la sua prima paziente alla quale applicò la cura della radioterapia. Notando gli effetti positivi di questa cura investì il suo denaro in questo progetto e nel 1907, Kelly, acquistò una grande quantità di radio per il valore di 12 000 dollari. Nel 1913, si recò in Colorado, formò una società con altri investitori, tra cui la US Bureau of Mines, per iniziare a dar vita a questo progetto di 400 000 dollari. Sviluppò anche una società con il governo federale, e con la collaborazione di un altro medico, fondò l'Istituto Nazionale della Radio.
Kelly è l'autore di più di 500 articoli scientifici e 18 libri. Suoi libri, tutti riguardanti la ginecologia, furono apprezzati per le descrizioni complete e dettagliate e per le illustrazioni. Scrisse diverse biografie di medici e un trattato religioso. Egli è l'autore di numerose di borse di studio, di dottorati, e lauree honoris causa.
L'importanza di Kelly è legata alla sua eccellenza in tre settori: fu uno dei membri fondatori della facoltà di Johns Hopkins University Medical School, fu il medico che dettò le leggi nella ginecologia, e fu uno dei primi a notare il potenziale medico della radio.

## Pubblicazioni
Le sue pubblicazioni:
- Operative Gynecology (due volumi, 1899)
- The Vermiform Appendix and its Diseases (1905, 1909)
- Walter Reed and Yellow Fever (1906, 1907)
- Medical Gynecology (1908)
- Gynecology and abdominal surgery con Charles P Noble (1908)
- Myomata of the Uterus, con Thomas Stephen Cullen(1909)
- Cyclopœdia of American Medical Biography (1912)
- American Medical Botanists (1913)
- Diseases of the Kidneys, Ureters, e Urinary bladder, con Curtis F. Burnam, (due volumi, 1914)
- Dictionary of American medical biography; lives of eminent physicians of the United States and Canada, from the earliest times con Walter L. Burrage (1928)
- Electrosurgery con Grant E. Ward (1932)